# Мийдодір (мультфільм, 1939)
"Мийдодир" - радянський мультфільм 1939 року. За однойменною казкою Корнія Чуковського.

## Сюжет
Про те, як суворий і суворий умивальник Мойдодир змусив виправитися хлопчика-грязнулю.

## В ролях
- Леонід Пирогов-Крокодил
- Осип Абдулов-Мийдодир
- Юлія Юльська-хлопчик-грязнуля